# Echinocereus scheeri
Echinocereus scheeri  (лат.) — вид кактусов трибы Пахицереусовые (Pachycereeae). Видовое латинское название дано в честь коллекционера цветов Фредерика Шера (1792—1868) .
Эндемик Мексики (штаты Синалоа, Дуранго, Чиуауа, Сонора).
Стебли удлинённые, голые, длиной от 10 до 70 см, 4-6 см в диаметре, рёбер 4-6, невысокие. Цветы розовые, с тёмной серединой, длиной от 6 до 12 см, диаметром от 4 до 6 см. Семена мелкие (до 1 мм в диаметре), яйцевидной формы, ярко-зелёные с белой мякотью.